# Луїджі Майфреді
Луїджі Майфреді (італ. Luigi Maifredi, нар. 20 квітня 1947, Лограто) — італійський футбольний тренер, відомий роботою з низкою італійських клубних команд.

## Ігрова кар'єра
Народився 20 квітня 1947 року в місті Лограто. Займався футболом у молодіжній команді «Брешії». Проте виступи на дорослому рівні обмежилися декількома десятками матчів за нижчолігові «Роверето» та «Портогруаро» у 1967—1968 роках.

## Кар'єра тренера
У середині 1970-х років повернувся до футболу, розпочавши тренерську кар'єру. Після першого досвіду, отриманого з аматорською командою «Реал» (Брешія), 1977 року отримав місце помічника головного тренера в «Кротоне».
Згодом були нижчолігові «Лумеццане» та «Орчеана», а 1986 року Майфреді очолив «Оспіталетту». У першому ж сезоні під керівництвом нового тренера команда виграла свою групу Серії C2, четвертого італійського дивізіону, і підвищилася до Серії C1.
Проте прогрес тренера виявився динамічнішим — його успіх з «Оспіталеттою» не залишився непоміченим командами вищих дивізіонів, і сезон 1987/88 він вже проводив на чолі друголігової «Болоньї». З першої ж спроби привів команду до перемоги у Серії B і в сезоні 1988/89 дебютував як тренер у найвищому італійському дивізіоні. Того сезону «Болонья» фінішувала за крок від пониження в класі, але вже наступного сезону 1989/90 стала міцним середняком Серії A, посівши восьме підсумкове місце.
Після цього результату саме Майфреді було запрошено очолити команду туринського «Ювентуса» після відставки Діно Дзоффа. Початок роботи з «б'янконері» виявився невдалим — у грі за Суперкубок Італії 1990 туринці зазнали розгрому від «Наполі» з рахунком 1:5. Утім в чемпіонаті Італії «Ювентус» Майфреді розпочав досить потужно і за результатами першого кола турніру поступався лідеру змагання лише двома очками. Але друге коло першості стало для команди провальним і вона завершила її лише на сьомому місці, уперше за 28 років опинившись поза зоною єврокубків, після чого тренера було звільнено.
1991 року повернувся до «Болоньї», яка за сезон його відсутності знову опинилася в Серії B, проте був звільнений через незадовільні результати вже після 11-го туру змагання. Згодом до кінця 1990-х встиг попрацювати з «Дженоа», «Венецією»,  «Брешією», «Пескарою», а також туніським «Есперансом» та іспанським «Альбасете». У жодній із цих команд не затримався довше, ніж на один сезон.
Після невдалого старту сезону 2000/01 очолюваної ним третьолігової «Реджяни» і наступного звільнення з цього клубу завершив тренерську кар'єру.
2009 року повернувся до «Брешії» на посаду технічного директора клубу, на якій пропрацював до 2013. Того ж 2013 року після звільнення Марко Джампаоло протягом однієї гри виконував обов'язки головного тренера команди.